# Бродвейский мост (Портленд)
Бродвейский мост в городе Портленд, штат Орегон, Соединённые Штаты Америки — ферменный разводной мост через реку Уилламетт, построенный в 1913 году. Старейший из четырёх разводных мостов Портленда; на момент постройки — двухпролётный раскрывающийся мост с самыми длинными в мире разводными пролётами; и до настоящего времени — мост с самыми длинными в мире разводными пролётами системы Ралля. Имеет четыре полосы движения, по нему также проложена невыделенная трамвайная линия и велосипедная дорожка. В 2012 году включён в Национальный реестр исторических мест США.

## История
Поскольку ещё до начала строительства было решено, что мост станет самым длинным раскрывающимся разводным мостом, за право определить конструкцию моста конкурировали патентодержатели на системы Страусса, Шерцера и Ралля. Система Ралля была выбрана как наиболее экономичная: мост обошёлся в 1.6 миллионов долларов.
Бродвейский мост спроектирован Ральфом Моджески — инженером, построившим в США более двух десятков больших мостов. При открытии моста 22 апреля 1913 года его нарекли именем улицы Бродвей, продолжением которой он стал. Седьмая авеню, подходившая к мосту с другой стороны, стала теперь восточной частью Бродвея.
Трамвайные пути проложили по мосту сразу же при открытии, трамвай ходил до 1940 года. С 1937 по 1958 год по мосту ходил троллейбус. В сентябре 2012 года Портлендский трамвай, получивший второе рождение, вновь пошёл по новым путям через Бродвейский мост.
Поначалу мост был чёрным, так же как и его соседи и ровесники — Стальной мост и мост Готорна. В 1961 году портлендский архитектор Льюис Крутчер предложил дать каждому мосту свой собственный цвет. Бродвейский получил цвет как у моста Золотые Ворота, известный также как «международный оранжевый».
В 2006 году через Бродвейский мост ежедневно проезжало 30 тысяч автомобилей и 2 тысячи велосипедов. Мост разводится для прохода судов около 25 раз в месяц.

## Конструкция
Подъемный мост системы Ралля использует систему двигателей, зубчатых колёс и противовесов, чтобы не только повернуть пролёты моста вокруг горизонтальной оси, но и несколько раздвинуть их в стороны. Это позволяет увеличить эффективную ширину прохода судов под мостом. Пролёт моста соединён с устоем тягой, закреплённой на шарнирах; при этом в центре масс пролёта и противовеса расположены катки на оси, перемещающиеся по горизонтальной балке для того, чтобы пролёт мог, поворачиваясь, отъезжать в сторону берега.
Два электродвигателя мощностью 75 лошадиных сил вращают редукторы; конечные шестерни поворачивают тяги. Бетонные противовесы массой по 1250 тонн каждый расположены над проезжей частью моста и намертво прикреплены к пролётам. Четыре стальных катка диаметром 2,5 метра выдерживают нагрузку 600 тонн каждый. В сведённом состоянии подвижные пролёты крепятся друг к другу замками, препятствующими образованию щели между ними, эти замки оператор рассоединяет при разведении моста. Время поворота пролёта Бродвейского моста до крайней позиции — десять минут, это самый «медленный» разводной мост в Портленде.
Мост оборудован поворотными автомобильными и пешеходными барьерами для запрета движения, когда он разведён.

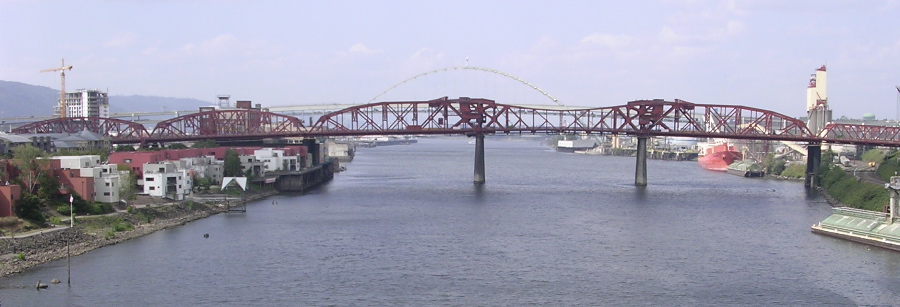
Панорама Бродвейского моста
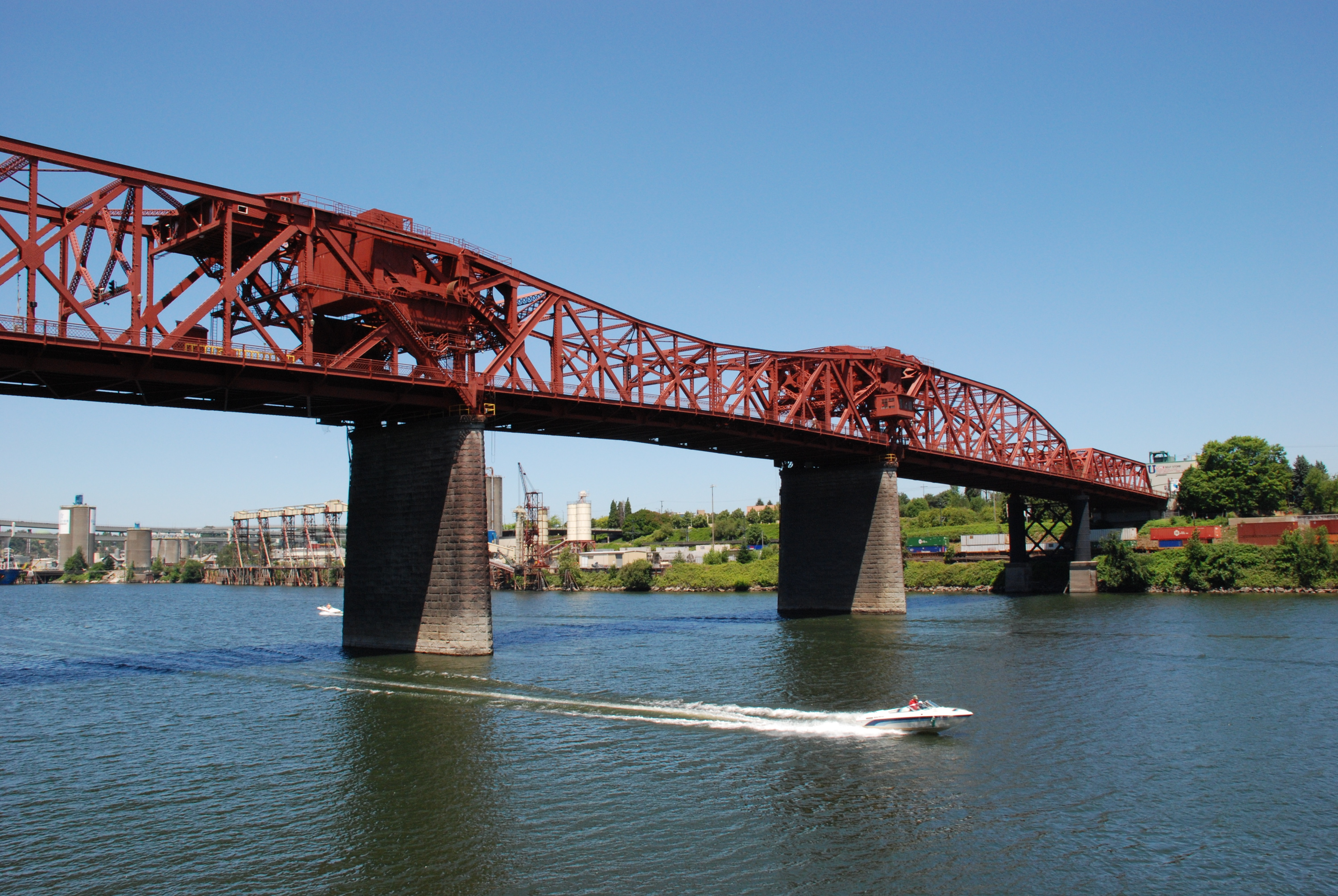
Мост сведён
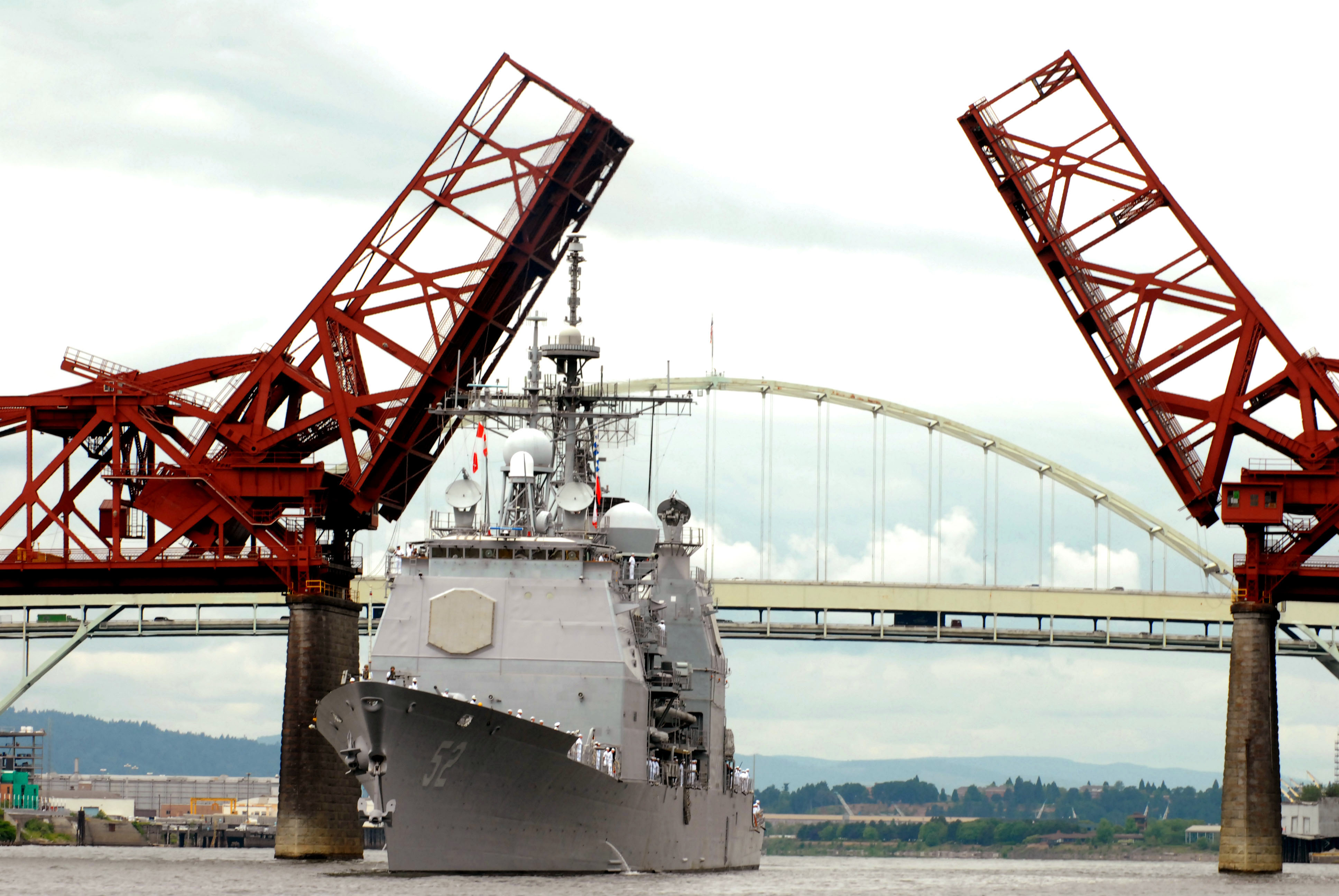
Мост разведён
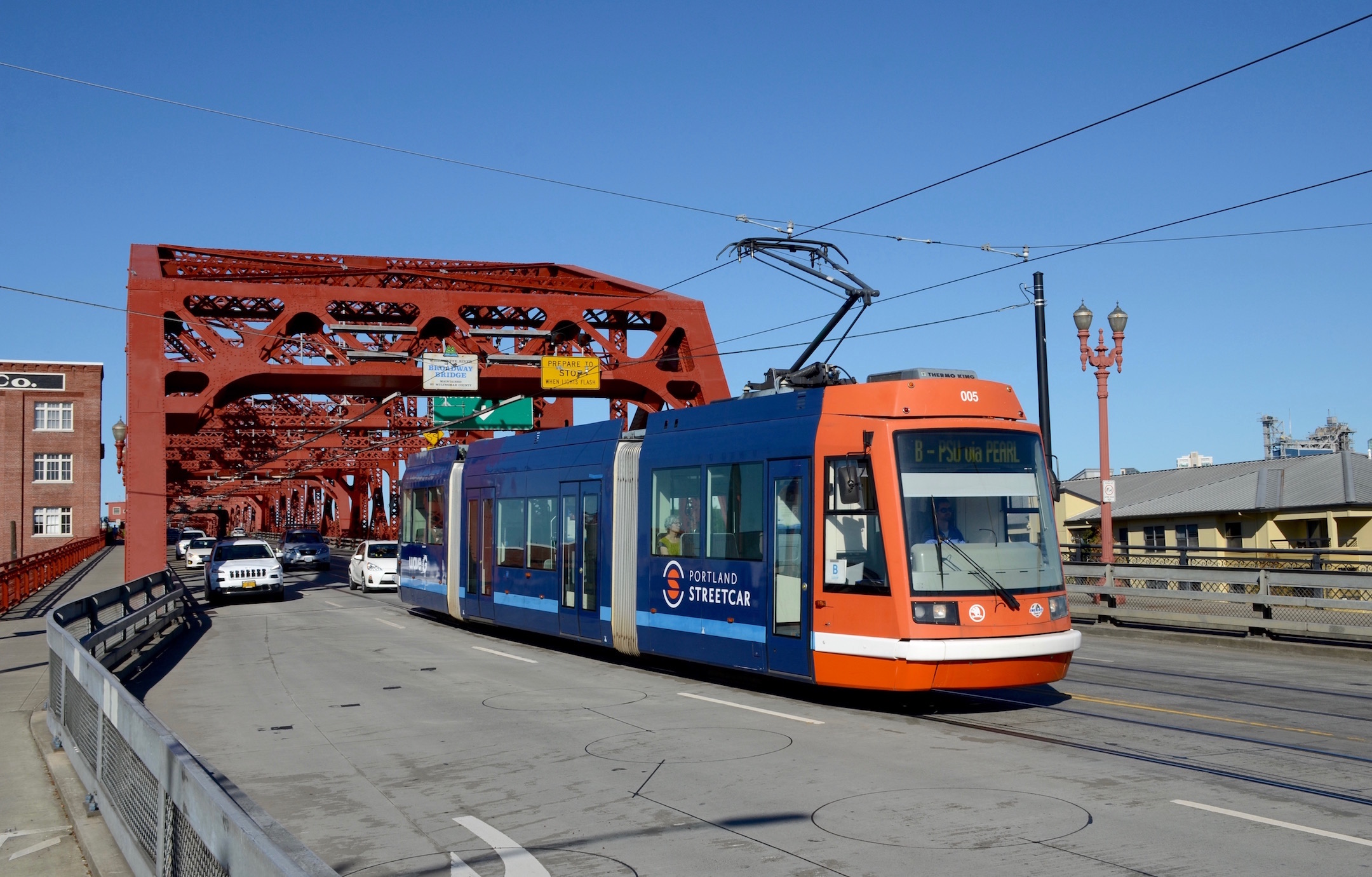
Трамвай на мосту
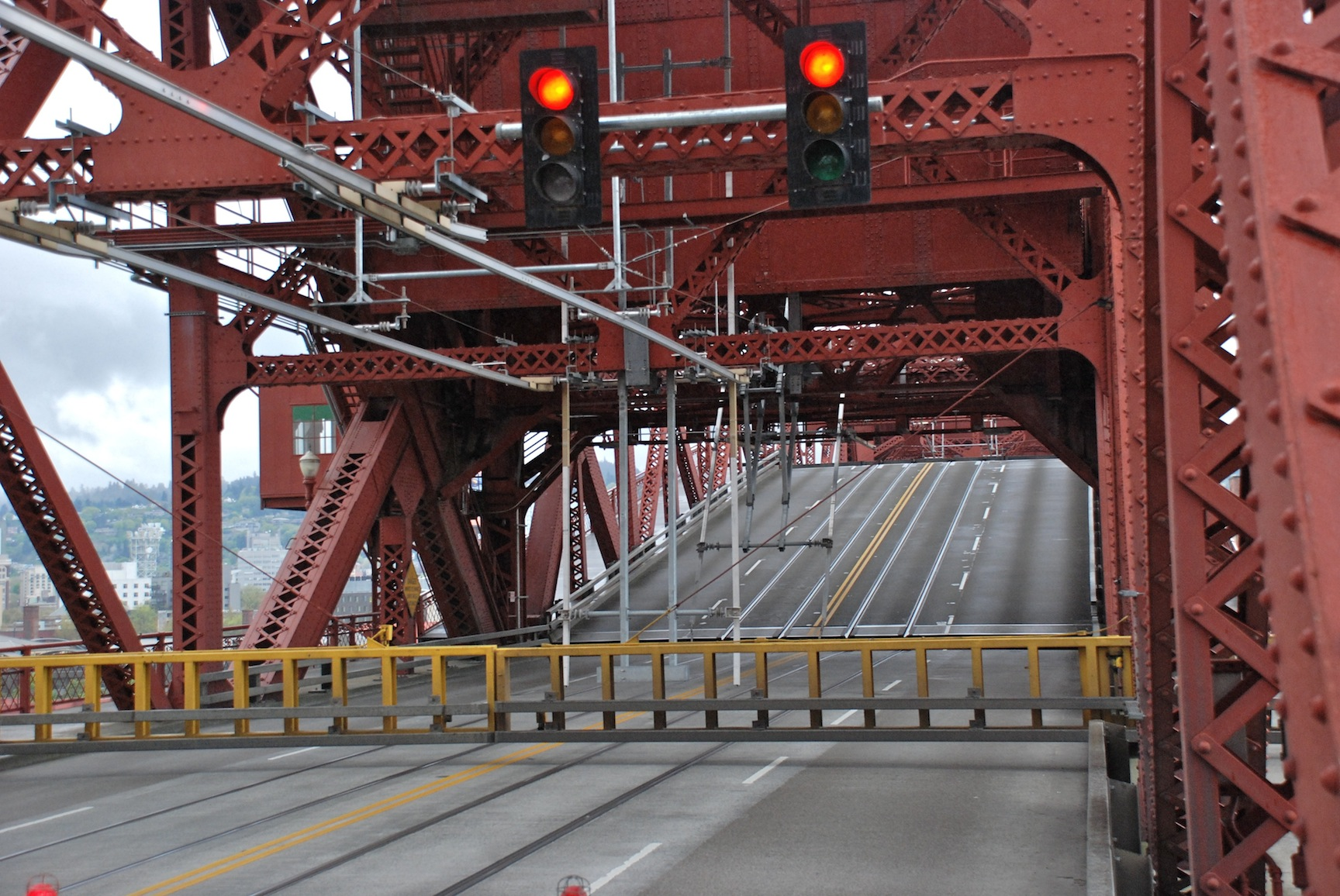
Створка поднимается

## Комментарии
1. ↑  Разводной пролёт с неподвижной осью вращения и противовесом, расположенным ниже уровня моста, как например, Дворцовый мост в Санкт-Петербурге.
2. ↑  Разводной пролёт, имеющий в месте опоры закруглённый профиль, при повороте откатывается назад по криволинейным балкам основания как качели-качалка.